# موزه مد آنتورپ

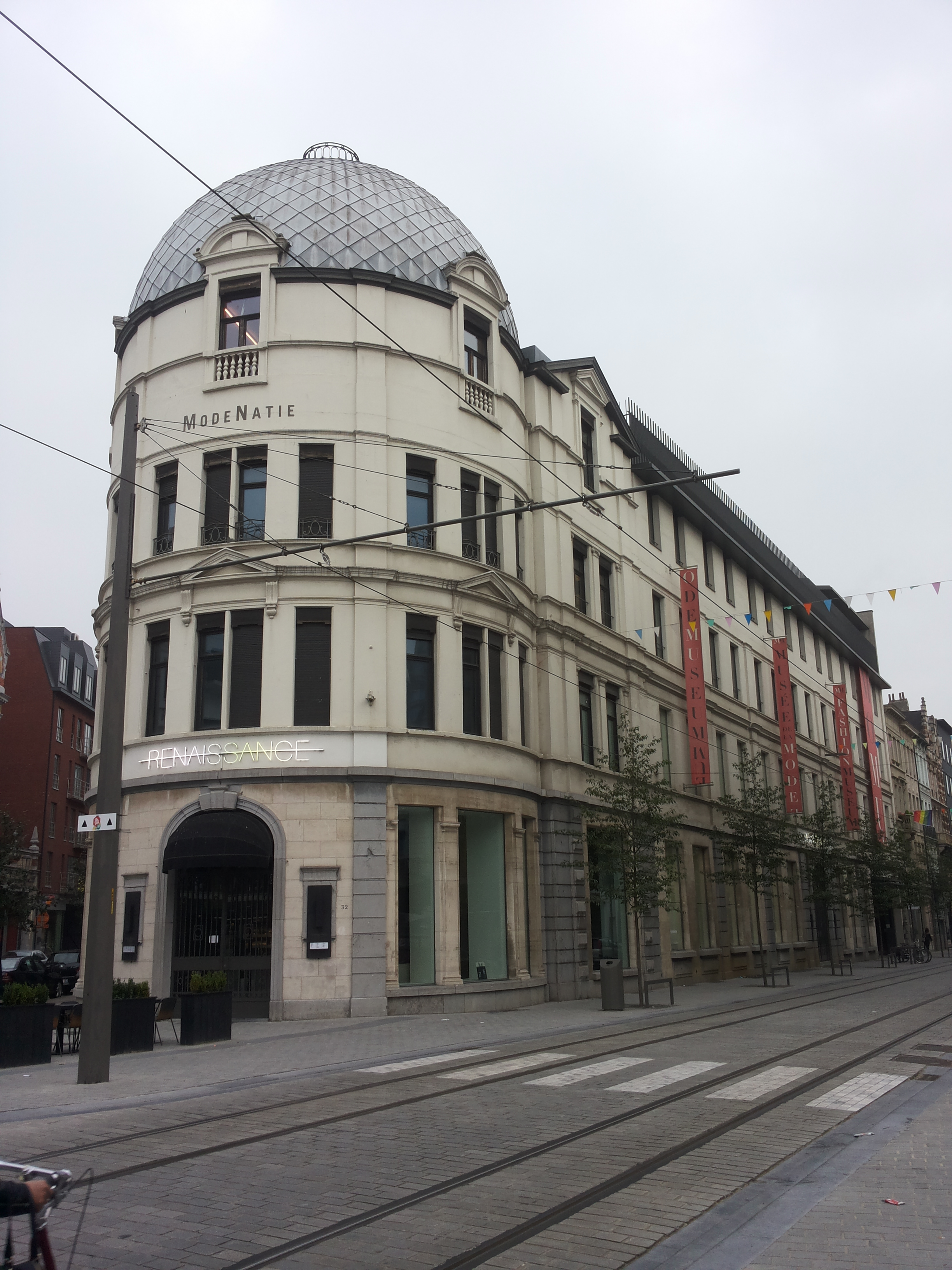
ساختمان مدناسی که موزه مد آنتورپ در آن جای دارد.

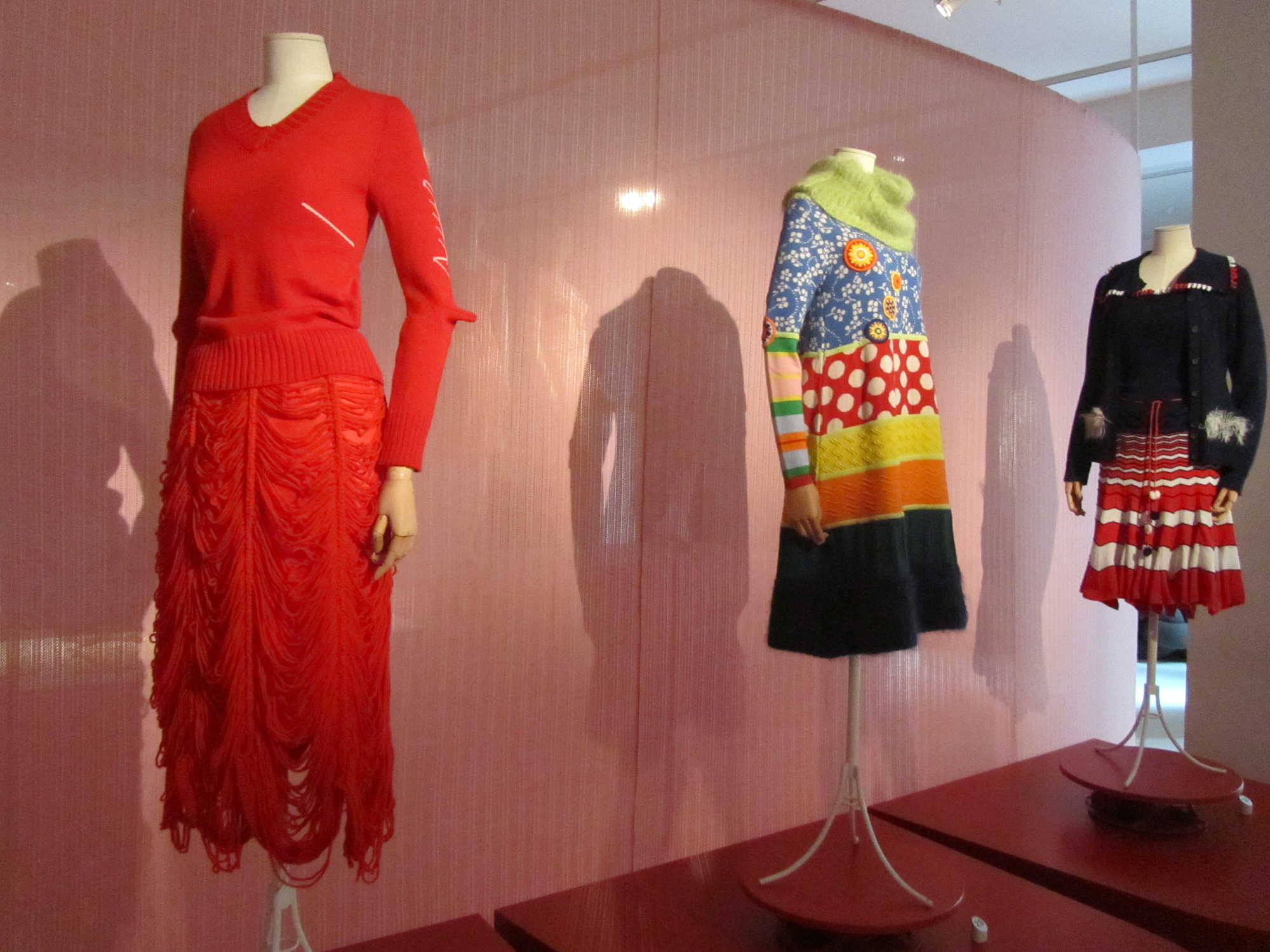

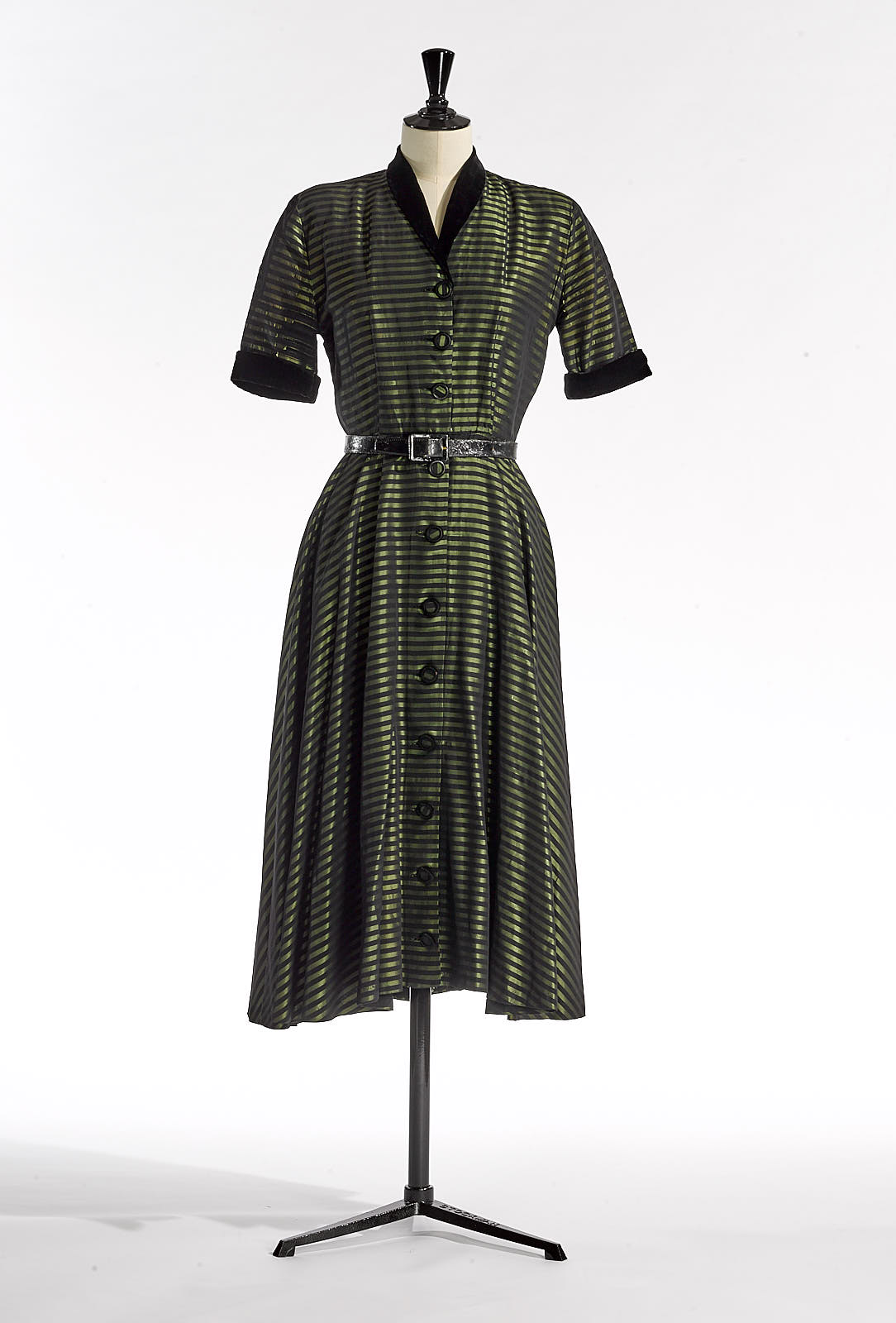
لباسی از مجموعه مطالعه

مومو (موزه مد) موزه مد شهر آنتورپ، بلژیک است. این موزه که در ۲۱ سپتامبر سال ۲۰۰۲ تأسیس شد، مدهای کشور بلژیک را جمع‌آوری، حفاظت، مطالعه و نمایش می‌دهد. به دلیل درخشش طراحان مد آموزش دیده در آنتورپ در دهه هشتاد و نود (Martin Margiela, Dries Van Noten, Ann Demeulemeester, Walter Van Beirendonck, Dirk Van Saene, AF Vandevorst،) این موزه به‌طور خاص بر روی طراحان مد معاصر بلژیکی تمرکز دارد. .
این موزه به خاطر صحنه نگاری متنوعش در بین علاقه مندان مد شناخته شده‌است.

## نمایشگاه‌ها
نمایشگاه‌های مومو دائماً در حال تغییر است. ایده نمایشگاه‌ها به گونه ای است که دربارهٔ یک طراح خاص یا موضوع مرتبط، برگزار می‌گردد. هر نمایشگاه حول یک روایت کلی ایجاد می‌شود که در آن نه تنها خود لباس نمایش داده می‌شود، بلکه زمینه‌های وابسته به آن نیز ارائه می‌شود. به عنوان مثال، منابع الهام برای یک طراح، ارتباط با سایر رشته‌های هنری، همکاری‌های چند رسانه ای و غیره. .
- Backstage: Selectie I / Backstage: Selection I - 21/09/2002 - 04/04/2003
- Patronen / الگوها - ۲۴/۰۴/۲۰۰۳–۱۰/۰۸/۲۰۰۳
- GenovanversaeviceversA - 09/09/2003 - 28/03/2004
- الهه - ۰۸/۰۵/۲۰۰۴–۲۲/۰۸/۲۰۰۴
- میوزهای دژخیم - ۱۸/۰۹/۲۰۰۴–۳۰/۰۱/۲۰۰۵
- فراتر از میل - ۲۵/۰۲/۲۰۰۵–۱۸/۰۸/۲۰۰۵
- Katharina Prospekt: The Russians by AF Vandevorst - 09/09/2005 - 05/02/2006
- Yohji Yamamoto Dream Shop - 07/03/2006 - 13/08/2006
- De MoMu-Collectie: Selectie II / The MoMu Collection: Selection II - 08/09/2006 - 17/06/2007
- ۶+ حالت Antwerpse / 6+ مد آنتورپ - ۲۵/۰۱/۲۰۰۷–۲۳/۰۶/۲۰۰۷
- Bernhard Willhelm: Het Totaal Rappel - 13/07/2007 - 10/02/2008
- Moi, VERONIQUE BRANQUINHO TOuTe Nue - 12/03/2008 - 17/08/2008
- Maison Martin Margiela '20' نمایشگاه - ۱۲/۰۹/۲۰۰۸–۰۸/۰۲/۲۰۰۹
- مد کاغذی! - ۰۶/۰۳/۲۰۰۹–۱۶/۰۸/۲۰۰۹
- Delvaux - 180 Jaar Belgische Luxe / 180 Years of Belgian Luxury - 17/09/2009 - 21/02/2010
- ZWART. Meesterlijk Zwart در حالت & Kostuum / BLACK. استادان سیاه در مد و لباس - ۱۷/۰۹/۲۰۰۹–۲۱/۰۲/۲۰۱۰
- Stephen Jones & Het Accent op Mode / Stephen Jones & The Accent of Fashion - 08/09/2010 - 13/02/2011
- ONTRAFEL Tricot in de Mode / UNRAVEL - لباس بافتنی در مد - ۱۶/۰۳/۲۰۱۱–۱۴/۰۸/۲۰۱۱
- والتر وان بیرندونک. رؤیای جهان بیدار - ۱۴/۰۹/۲۰۱۱–۱۹/۰۲/۲۰۱۲
- EEN LEVEN در حالت DE. وروونکلدینگ 1750-1950. Uit de Collectie Jacoba de Jonge. / مد زندگی. لباس روزانه زنانه ۱۷۵۰–۱۹۵۰. از مجموعه Jacoba de Jonge. - 21/03/2012 - 12/08/2012
- مادام گرس. مد مجسمه‌سازی / مادام گرس. حالت مجسمه‌سازی - ۱۲/۰۹/۲۰۱۲–۱۰/۰۲/۲۰۱۳
- Zijde & Prints Uit het Abrahamarchief - Couture in Kleur / Silks & Prints from the Abraham Archive - Couture in Color - 13/03/2013 - 11/08/2013
- تولدت مبارک آکادمی عزیز - ۰۸/۰۹/۲۰۱۳–۱۳/۰۲/۲۰۱۴
- پرندگان بهشتی. Pluimen & Veren in de Mode / Birds of Paradise. پر و پر در مد - ۲۰/۰۳/۲۰۱۴–۲۴/۰۸/۲۰۱۴
- MoMu Nu. حالت Hedendaagse از MoMu Collectie / MoMu Now. مد معاصر از مجموعه MoMu - 25/09/2014 - 04/01/2015
- درایز ون نوتن. الهامات - ۱۲/۰۲/۲۰۱۵–۱۹/۰۷/۲۰۱۵
- رد پا Het Spoor van Schoenen در حالت / Footprint. آهنگ‌های کفش در مد - ۰۳/۰۹/۲۰۱۵–۱۴/۰۲/۲۰۱۶
- تغییرات بازی. Het 20e-Eeuwse Silhouet Heruitgevonden / Game Changers. اختراع مجدد سیلوئت قرن بیستم - ۱۸/۰۳/۲۰۱۶–۱۴/۰۸/۲۰۱۶
- Rik Wouters & Het Huiselijk Utopia / Rik Wouter & The Private Utopia - 17/09/2016 - 26/02/2017
- Margiela, De Hermès Jaren / Margiela, The Hermès Years - 31/03/2017 - 27/08/2017
- Olivier Theyskens - She Walks in Beauty - 12/10/2017 - 15/04/2018
- نرم؟ Tactiele Dialogen / Soft? گفتگوهای لمسی - ۲۸/۰۹/۲۰۱۸–۲۴/۰۲/۲۰۱۹
- هیجانی. حالت گذرا / E/MOTION. مد در حال گذار - ۰۴/۰۹/۲۰۲۱–۲۳/۰۱/۲۰۲۲
- محل. S - De verborgen kant van Antwerpen / P.LACE. S - نگاه کردن به توری آنتورپ - ۲۵/۰۹/۲۰۲۱–۰۹/۰۱/۲۰۲۲